# Ruriko Nagata
Ruriko Nagata (永田ルリ子, Nagata Ruriko). Nació el 23 de junio de 1967, en la Prefectura de Kumamoto, Japón. Es una cantante, y ex Idol japonesa, activa en la década de los 80.
Formó parte del grupo idol Onyanko Club, como la miembro número 18.

## Biografía
Nagata debutó en el grupo cuando ganó la audición del concurso televiso: "Yuuyake Nyan Nyan", en 1985. Tras su debut se convirtió en una de las vocalistas principales del mismo, entre los que destacan temas 
como:"Otto Chikan!" liberado en 1986. Tuvo una breve participación como actriz en especiales de tv junto a Onyanko Club, además de colaborar en una emisión de radio en el periodo (1986 - 1987).

Mientras estuvo activa con el grupo fue una de las líderes de la agrupación junto a Sanae Jonouchi.

### Después de Onyanko Club
En septiembre de 1987 Onyanko Club se disolvió, culminando así su actividad con el mismo. Nagata tenía planeado continuar su carrera artística como solista, sin embargo, dicha idea fue rechazada por razones desconocidas.

## Vida personal
Ruriko contrajo nupcias en 1988 con el director de una compañía, retirándose posteriormente del mundo del espectáculo. 

## Curiosidades
- Durante su periodo de actividad fue apodada Ruri Ruri
- Mantiene una estrecha relación de amistad con Eri Nitta, Miharu Nakajima, Marina Watanabe y Mako Shiraishi.

## Discografía

### Singles junto a Onyanko Club
| 21 de septiembre de 1985 | Ijiwaru ne Darlin          |
| 1 de noviembre de 1986   | Koi wa Question            |
| 10 de julio de 1986      | Natsuyasumi wa owaranai    |
| 21 de enero de 1987      | No More Renai Gokko        |
| 21 de agosto de 1987     | Uedingudoresu              |
| 21 de abril de 1986      | Otto Chikan!               |
| 10 de marzo de 1986      | Renai Omimai Moushiagemasu |
| 1 de noviembre de 1986   | Anmitsu Taisaku Ikusa      |
| 21 de febrero de 1987    | Heart ni Bokin wo          |
| 21 de mayo de 1987       | Meshibe to Oshibe          |
| 21 de agosto de 1987     | Watashi wo Yoroshiku       |
| 5 de agosto de 1987      | Mikanseina jigusopazuru    |

## Filmografía

### Con Onyanko club
| 1986 | Onyanko gakuen kiki ippatsu Tonda hokago |
| 1987 | Naisho no hafumun                        |

### Radio
| 1986 - 1987 | TOKIO Best Hit |